# Bình Mỹ, Thành phố Hồ Chí Minh
Bình Mỹ là một xã thuộc Thành phố Hồ Chí Minh, Việt Nam.
Xã Bình Mỹ có diện tích 25,39 km², dân số năm 2021 là 52.302 người,  mật độ dân số đạt 2.059 người/km².